# Winston Burdett
Winston Burdett (Búfalo, 12 de diciembre de 1913-Roma, 19 de mayo de 1993) fue un periodista televisivo estadounidense y corresponsal de CBS Radio Network durante la Segunda Guerra Mundial y más tarde de CBS Television News. Durante la guerra se convirtió en miembro del equipo de corresponsales de guerra de Edward R. Murrow conocido como los Murrow Boys. De 1937 a 1942 Burdett estuvo involucrado con el Partido Comunista de los Estados Unidos. Testificó ante el Subcomité de Seguridad Interna del Senado en 1955, detallando su trabajo de espionaje para la Unión Soviética en Europa y nombrando a docenas de otros miembros del partido.

## Primeros años
Winston Burdett nació el 12 de diciembre de 1913 en Búfalo, Nueva York donde su padre era ingeniero civil. Burdett asistió a la Universidad de Harvard y se graduó summa cum laude en tres años, y terminó su estudios a los 19 años en 1933. Burdett continuó su educación con un trabajo de posgrado en lenguas romances en la Universidad de Columbia.

## Carrera

### Primeros trabajos y espionaje
Burdett se quedó en su primer trabajo, en el Brooklyn Daily Eagle, durante cinco años. Durante su tiempo en Eagle Burdett trabajó como crítico de cine, teatro y libros. Burdett se unió al Partido Comunista por primera vez en 1937 mientras trabajaba en el Eagle, a través de un grupo afiliado al American Newspaper Guild (ANG). Nathan Einhorn se acercó a él para espiar. Einhorn, reportero y secretario ejecutivo del local ANG de Nueva York, quería que Burdett se reuniera con Joseph North, el editor de New Masses, la revista del Partido Comunista de Estados Unidos. En la reunión, North sugirió una misión de espionaje y le presentó a un hombre no identificado. En otra reunión en la Union Square de Nueva York, Burdett se enteró de que su misión estaba en Finlandia. Finlandia había luchado contra una invasión soviética en 1938 hasta llegar a un punto muerto. Su contacto en Union Square fue posteriormente identificado por Burdett en una foto como el enlace entre CPUSA y la KGB, Jacob Golos.
Burdett salió de los Estados Unidos en febrero de 1940, financiado por CPUSA y utilizando sus credenciales de prensa para viajar como corresponsal itinerante. Burdett viajó por primera vez a Estocolmo y conoció a otro contacto, "Mr. Miller". Burdett estaba desilusionado por el partido cuando conoció al enlace para su trabajo como espía en Finlandia: un hombre de la KGB duro, crudo y ofensivo. Miller le entregó $200 y detalló la misión. Burdett debía informar sobre la moral de la población y las tropas finlandesas. Tres semanas después, Burdett estaba visitando a las tropas finlandesas en el campo cuando Finlandia firmó el tratado de paz de Moscú. Regresó a Estocolmo donde le dijo a Miller que los finlandeses estaban en su mayoría listos para seguir luchando. Miller le pagó a Burdett otros $400, le dio las gracias y se fue.
Burdett detalló su participación en el Partido Comunista y su trabajo como espía en una audiencia del Subcomité de Seguridad Interna del Senado en 1955. Burdett espió intermitentemente durante otros dos años. Visitó el consulado soviético en Bucarest dos veces e hizo un contacto en Belgrado, ninguno de los dos resultó en una misión. Burdett trabajó en Ankara con un funcionario de la embajada soviética. Burdett dejó atrás el partido y su espionaje en marzo de 1942.

### Trabajo en CBS
Burdett fue uno de los "Murrow Boys" originales de Edward R. Murrow. Fue contratado por CBS en 1940 cuando aún era miembro del Partido Comunista, información que no divulgó a CBS hasta un cuestionario de lealtad en 1951. Como cohorte de Murrow, ayudó a ser pionero en el campo del periodismo televisivo a través de informes de radio que él y los otros "Boys" presentaron.
Para CBS, Burdett cubrió la Operación Weserübung, la retirada del Eje en el norte de África, la invasión de Sicilia, la lucha por Italia, y la captura aliada de Roma. Durante la guerra, los nazis expulsaron a Burdett de dos países, Noruega y Yugoslavia. Después de ser expulsado de Yugoslavia, Burdett comenzó a trabajar en Ankara, Turquía. Fue aquí donde haría su trabajo de espionaje más extenso, todo mientras estaba en la nómina de CBS. Mientras trabajaba en Ankara, su esposa fue asesinada.
Mientras trabajaba en Roma, Burdett, Joe Masraff y un camarógrafo de CBS de El Cairo fueron a Yemen para cubrir una historia. Desaparecieron durante cuatro semanas, nadie en la oficina de la ciudad de Nueva York sabía su paradero aparte de que fueron a Yemen. Cuando el trío apareció cuatro semanas después, divulgaron con lo que Marvin Kalb, director del Centro Joan Shorenstein sobre la prensa, la política y las políticas públicas de la Universidad de Harvard, denominó "la historia más bellamente filmada, bellamente escrita, significativa y sustantiva sobre una revolución árabe". Mientras informaba sobre Irak en 1959, Burdett, junto con William McHale de UPI, fue expulsado de la nación por las autoridades iraquíes.
Burdett se retiró de CBS en 1978 después de 22 años en la oficina de Roma. Después de su retiro, durante el intento de asesinato del Papa Juan Pablo II en mayo de 1981, el veterano corresponsal de CBS News, Richard C. Hottelet en Nueva York, presentó un boletín de noticias en CBS Radio y habló por teléfono con Winston Burdett en Roma.

## Subcomité de Seguridad Interna del Senado

### Testimonio
A principios de la década de 1950, contó la historia de la muerte de su esposa, que especuló que se debió a su negativa a seguir espiando para la Unión Soviética, al juez municipal de Nueva York, Robert Morris. Posteriormente, Morris lo animó a hablar sobre el incidente ante el Subcomité de Seguridad Interna del Senado, donde Morris había asesorado unos años antes. El testimonio del 28 de junio de 1955 fue condenatorio; proporcionó una lista de nombres al comité de otros que eran comunistas en la década de 1930, decenas de personas se vieron afectadas por el testimonio de Burdett.
El testimonio de Burdett detalló su participación en el Partido Comunista y otros diez miembros del grupo comunista en el Brooklyn Eagle. También recordó en detalle su trabajo de espionaje para la Unión Soviética. De los primeros cinco periodistas llamados por el testimonio de Burdett en una audiencia de 1955 ante el Subcomité de Seguridad Interna del Senado, solo uno admitió su afiliación al Partido Comunista, Charles Grutzner del New York Times. Otros periodistas que Burdett nombró incluyeron a David A. Gordon, del New York Daily News, quien tomó la Quinta Enmienda 29 veces, Melvin L. Barnet, un corrector del New York Times desde 1953. Barnet perdió su trabajo por no responder preguntas en la audiencia. Otro testigo, Charles S. Lewis, que se había convertido en director de noticias de las estaciones de radio y televisión WCAX en Burlington, Vermont, cooperó mucho más con el panel del Senado. Admitió que "había estado viviendo con este oscuro secreto". Ira Henry Freeman, reportero del New York Times y Ansel Talbert, el editor militar y de aviación del New York Herald Tribune también testificaron.
El testimonio de Burdett provocó al menos 35 citaciones por parte del Subcomité de Seguridad Interna del Senado, encabezado por el senador James O. Eastland, en noviembre de 1955. De esas citaciones, 26 fueron para empleados actuales o anteriores del New York Times. Aunque muchos en CBS lo consideraron un traidor después de ese testimonio, Murrow y la red lo protegieron y lo reasignaron a Roma. Se convirtió en un experto en asuntos del Vaticano y dio conferencias a los estudiantes que visitaban Roma desde la azotea del edificio de la CBS. Burdett también trabajó para la Oficina Federal de Investigaciones (FBI) como informante. El FBI todavía tiene 900 páginas de documentos clasificados sobre Winston Burdett.

### Testigos de julio de 1955
Esta es una lista de personas nombradas en el testimonio de Burdett de junio de 1955 que posteriormente testificaron en julio ante el subcomité.
- Melvin L. Barnet: corrector del New York Times. Fue despedido de inmediato en base a su testimonio, tomó la 5ª Enmienda y se negó a confirmar su membresía en el Partido Comunista.
- Ira Henry Freeman: reportero del New York Times. Admitió haber tenido una afiliación de un año con el Partido Comunista y se le permitió mantener su trabajo.
- David A. Gordon: reportero del New York Daily News. Tomó la quinta enmienda 29 veces. The News lo despidió en 24 horas.
- Charles S. Lewis: director de noticias WCAX en Burlington, Vermont. Admitió sus lazos comunistas.

### Citaciones de noviembre
Esta es una lista de otros empleados del periódico que fueron citados y testificados en noviembre de 1955 debido al testimonio de Burdett en junio.
- James Glaser: editor de estilo del New York Post.
- Clayton Knowles: corresponsal del New York Times en Washington de 1947 a 1954.
- Benjamin Fine: editor de educación del New York Times.
- Alden Whitman: editor de estilo del New York Times.
- Seymour Peck: empleado del New York Times.
- Robert Shelton: corrector de estilo del New York Times.
- Jack Shafer: editor de textos de la sección extranjera del New York Times.
- Nathan Aleskovsky: editor asistente de la sección Times Sunday Book Review.
- Samuel Weissman: supervisor de indexadores del New York Times Index.
- Matilda Landsman: taquígrafa y secretaria del New York Times.
- Jerry Zalph: corrector de pruebas del New York Times.
- Otto Albertson: corrector de pruebas del New York Times.
- John T. McManus: gerente general del semanario independiente de izquierda National Guardian, empleado del New York Times de 1921 a 1937.
- James Aronson: editor ejecutivo del National Guardian, empleado del New York Times en 1946-1948.
- Richard O. Boyer: periodista independiente que contribuyó con perfiles para The New Yorker y escribió para el Daily Worker.
- William A. Price: reportero de policía del New York Daily News. Price perdió su trabajo como resultado de su testimonio.
- Dan Mahoney: reescritor del Daily Mirror de Nueva York.

## Vida personal
La primera esposa de Burdett fue la periodista antifascista italiana Lea Schiavi. Fue asesinada en 1942 y Burdett atribuyó su asesinato a su decisión de abandonar el Partido Comunista y dejar de espiar para ellos. En 1945 se casó con Giorgina Nathan. También tuvo dos hijos, Cristina y Richard. Winston Burdett falleció en Roma el 19 de mayo de 1993 tras una larga enfermedad.

## Premios
- Premio del Overseas Press Club de 1959: por su cobertura de 1958 de la muerte del Papa Pío XII y la posterior elección del Papa Juan XXIII.[1]
- 1966 Premio Sigma Delta Chi: Por servicio distinguido en periodismo.[1]

## Publicaciones Seleccionadas
- Encounter With The Middle East in 1969.[20][26]

## Otras lecturas
- " Estrategia y Tácticas del Comunismo Mundial - Reclutamiento para Espionaje". Audiencias ante el Subcomité para Investigar la Administración de la Ley de Seguridad Interna y Otras Leyes de Seguridad Interna, Comité Judicial, Senado de los Estados Unidos, 84º Congreso, 1ª Sesión, 28 y 29 de junio de 1955.